# Recopa d'Europa de futbol 1974-75
La Recopa d'Europa de futbol 1974-75 fou la quinzena edició de la Recopa d'Europa de futbol. La final fou guanyada pel FC Dinamo de Kíev davant del Ferencvárosi TC. El campió de l'edició anterior (el Magdeburg) no hi participà perquè, en haver guanyat també l'Oberliga, va classificar-se per a la Copa d'Europa.

## Primera ronda
| Equip 1             | Global | Equip 2                  | Anada | Tornada |
| ------------------- | ------ | ------------------------ | ----- | ------- |
| Dundee United F.C.  | 3-2    | SC Jiul Petroşani        | 3-0   | 0-2     |
| Bursaspor           | 4-2    | Finn Harps F.C.          | 4-2   | 0-0     |
| Eintracht Frankfurt | 5-2    | AS Monaco                | 3-0   | 2-2     |
| FC Dinamo de Kíev   | 2-0    | PFC CSKA Sofia           | 1-0   | 1-0     |
| Gwardia Warszawa    | 3(p)-3 | Bologna F.C. 1909        | 2-1   | 1-2     |
| PSV Eindhoven       | 14-1   | Ards F.C.                | 10-0  | 4-1     |
| TJ Slavia Praha     | 1-1(p) | FC Carl Zeiss Jena       | 1-0   | 0-1     |
| SL Benfica          | 8-1    | Vanløse IF               | 4-0   | 4-1     |
| Malmö FF            | 4-1    | FC Sion                  | 3-1   | 1-0     |
| Sliema Wanderers    | 3-4    | Lahden Reipas            | 2-0   | 1-4     |
| Liverpool FC        | 12-0   | Strømsgodset I.F.        | 11-0  | 1-0     |
| Ferencvárosi TC     | 6-1    | Cardiff City             | 2-0   | 4-1     |
| Fram                | 0-8    | Reial Madrid             | 0-2   | 0-6     |
| K.S.V. Waregem      | 3-5    | FK Austria Wien          | 2-1   | 1-4     |
| FC Avenir Beggen    | (abd)  | Enosis Neon Paralimni FC | -     | -       |
| PAOK FC             | 1-2    | Estrella Roja de Belgrad | 1-0   | 0-2(pr) |

Enosis Neon Paralimni abandonà per la situació política a Xipre.

## Segona ronda
| Equip 1             | Global | Equip 2                  | Anada | Tornada |
| ------------------- | ------ | ------------------------ | ----- | ------- |
| Dundee United F.C.  | 0-1    | Bursaspor                | 0-0   | 0-1     |
| Eintracht Frankfurt | 3-5    | FC Dinamo de Kíev        | 2-3   | 1-2     |
| Gwardia Warszawa    | 1-8    | PSV Eindhoven            | 1-5   | 0-3     |
| FC Carl Zeiss Jena  | 1-1(c) | SL Benfica               | 1-1   | 0-0     |
| Malmö FF            | 3-1    | Lahden Reipas            | 3-1   | 0-0     |
| Liverpool FC        | 1-1(c) | Ferencvárosi TC          | 1-1   | 0-0     |
| Reial Madrid        | 5-2    | FK Austria Wien          | 3-0   | 2-2     |
| FC Avenir Beggen    | 2-11   | Estrella Roja de Belgrad | 1-6   | 1-5     |

## Quarts de final
| Equip 1       | Global | Equip 2                  | Anada | Tornada |
| ------------- | ------ | ------------------------ | ----- | ------- |
| Bursaspor     | 0-3    | FC Dinamo de Kíev        | 0-1   | 0-2     |
| PSV Eindhoven | 2-1    | SL Benfica               | 0-0   | 2-1     |
| Malmö FF      | 2-4    | Ferencvárosi TC          | 1-3   | 1-1     |
| Reial Madrid  | 2-2(p) | Estrella Roja de Belgrad | 2-0   | 0-2     |

## Semifinals
| Equip 1           | Global | Equip 2                  | Anada | Tornada |
| ----------------- | ------ | ------------------------ | ----- | ------- |
| FC Dinamo de Kíev | 4-2    | PSV Eindhoven            | 3-0   | 1-2     |
| Ferencvárosi TC   | 4-3    | Estrella Roja de Belgrad | 2-1   | 2-2     |

## Final
Per segona vegada, la final es disputà a l'estadi St. Jakob de Basilea. El Dinamo de Kíev guanyà per un contundent 3 a 0 al Ferencvaros i d'aquesta manera l'URSS aconseguí el seu primer títol europeu.
| Dinamo de Kíev                 | 3 – 0 | Ferencvaros |
| ------------------------------ | ----- | ----------- |
| Onixtxenko 19' 39' Blokhín 67' |       |             |

| Guanyador de la Recopa d'Europa 1974-75 |
| --------------------------------------- |
| FC Dinamo de Kíev Primer títol          |